# Điện mặt trời Vĩnh Hảo 6
Điện mặt trời Vĩnh Hảo 6 là nhà máy điện mặt trời xây dựng trên vùng đất xã Vĩnh Hảo huyện Tuy Phong tỉnh Bình Thuận .
Điện mặt trời Vĩnh Hảo 6 có công suất lắp máy 50 MWp, cung cấp 83 triệu KWh/năm lên lưới điện quốc gia, khởi công tháng 10/2018, hoàn thành tháng 6/2019. Vùng công tác có diện tích 60 ha vốn là đồng muối trước đây. Chủ sở hữu là Công ty cổ phần Năng lượng Vĩnh Hảo 6. 

## Công trình liên quan
Tại cùng xã Vĩnh Hảo còn có Điện mặt trời Tuy Phong công suất lắp máy 30 MW, khởi công ngày 19/9/2018, dự kiến hoàn thành tháng 6/2019, là dự án điện mặt trời đầu tiên ở Bình Thuận .